# Cynosurus coloratus
Cynosurus coloratus är en gräsart som beskrevs av Johann Georg Christian Lehmann och Ernst Gottlieb von Steudel. Cynosurus coloratus ingår i släktet kamäxingar, och familjen gräs. Inga underarter finns listade i Catalogue of Life.